# Carl Thon (Gärtner)
Carl Thon oder Karl Thon (geboren 14. Juni 1867 in Klein Süntel; gestorben 7. Mai 1955 in Nenndorf, Landkreis Grafschaft Schaumburg) war ein deutscher Gärtner.

## Leben
Carlt Thon wirkte von 1891 bis in die Nachkriegszeit 1946 mit dem Titel als „Königlicher Brunnengärtner“ in Bad Nenndorf und war verantwortlich für die Anlagen der dortigen Kurparkanlagen.
Thon bewohnte einst mit seiner Familie das 1906 wegen Baufälligkeit abgerissene alte Gärtnerhaus der Brunnengärtnerei, an deren Stelle er später den an den Stil italienischer Gärten erinnernden Sonnenngarten des Kurparks anlegte.
Von 1900 bis 1913 war Thon des Öfteren in Sirmione am Gardasee, um für Kurt von Koseritz den Garten der späteren Villa Cortine zu gestalten.
Auf Thons Initiative entstand der Erlengrund zwischen dem Kurpark und der Cäcilienhöhe, die Kugelahornallee sowie die Süntelbuchenallee.

## Ehrungen
- 1954 wurde Thon mit dem Verdienstkreuz am Bande des Verdienstordens der Bundesrepublik Deutschland ausgezeichnet.[1]
- 2011 wurde die Carl-Thon-Straße in Bad Nenndorf[5] nach ihm benannt.[1]
- Einer der Wege im Erlengrund heißt Carl-Thon-Weg.